# 161 pr. n. št.

## Rojstva
- Kleopatra III.,  kraljica Starega Egipta († 101 pr. n. št.)

## Smrti
- Antioh V. Eupator,  vladar Selevkidskega cesarstva (* 172  pr. n. št.)